# Lâu đài tham vọng
Lâu đài tham vọng (tiếng Hàn: SKY 캐슬; Romaja: SKY Kaeseul; tiếng Anh: SKY Castle; bản lồng tiếng và thuyết minh tại Việt Nam có tiêu đề là Lâu Đài Trên Không, ) là một bộ phim truyền hình Hàn Quốc năm 2018 với sự tham gia của Yum Jung-ah, Lee Tae-ran, Yoon Se-ah, Oh Na-ra và Kim Seo-hyung. Bộ phim được phát sóng trên JTBC vào thứ Sáu và thứ Bảy, từ ngày 23 tháng 11 năm 2018 đến ngày 1 tháng 2 năm 2019.
Vào thời điểm lên sóng, Sky Castle đã trở thành bộ phim có rating cao nhất trong lịch sử truyền hình cáp Hàn Quốc. Bộ phim đã nhận được đánh giá tích cực từ các nhà phê bình và giành được nhiều giải thưởng trong đó có bốn giải tại Lễ trao giải Baeksang Arts Awards lần thứ 55.

## Nội dung
Đây là một bộ phim châm biếm đề cập đến những ham muốn vật chất của các bậc cha mẹ thuộc tầng lớp thượng lưu ở Hàn Quốc và cách họ đảm bảo sự thành công của gia đình mình với cái giá là hủy hoại cuộc sống của người khác. Bộ phim xoay quanh cuộc sống của những bà nội trợ sống trong một khu dân cư sang trọng có tên là SKY Castle (ám chỉ các trường đại học ưu tú) ở ngoại ô Seoul, nơi các bác sĩ và giáo sư giàu có sinh sống. Những người vợ quyết tâm để chồng thành đạt hơn và nuôi dạy con thành học sinh giỏi được nhận vào các trường đại học danh giá nhất, vì vậy họ sử dụng mọi cách có thể để đạt được điều đó.
Han Seo-jin kết hôn với một bác sĩ đầy tham vọng, Kang Joon-sang. Cô ấy muốn con gái lớn của mình, Kang Ye-seo cũng trở thành một bác sĩ. Để làm được điều đó cô đã thuê Kim Joo-young một điều phối viên với tỷ lệ thành công một trăm phần trăm khi nói đến việc nhập học của học sinh vào Đại học Quốc gia Seoul.
No Seung-hye là vợ của Cha Min-hyuk, một giáo sư luật cầu toàn. Cô không thích cách chồng cô dạy dỗ hai đứa con trai sinh đôi của họ là Cha Seo-joon và Cha Ki-joon. Người ta tiết lộ rằng con gái của họ là Cha Se-ri người luôn là niềm tự hào của Min-hyuk kể từ khi cô theo học tại Đại học Harvard đã giấu họ điều gì đó.
Jin Jin-hee là mẹ của Woo Soo-han. Cô ấy muốn con trai mình giống như chồng mình Woo Yang-woo là trở thành một bác sĩ. Cô ấy kết bạn với Seo-jin để có được thông tin và để đạt được sự nghiệp hoàn hảo cũng như sự giáo dục cho gia đình cô ấy.
Sau cái chết của Lee Myung-joo mẹ của Park Young-jae người từng là học sinh của Joo-young và vừa được nhận vào Đại học Quốc gia Seoul đã chuyển đi, sau đó Lee Soo-im chuyển đến SKY Castle. Chồng cô là Hwang Chi-young làm việc cùng bệnh viện với Joon-sang. Gia đình cô thường xuyên xung đột với những cư dân khác do sự khác biệt về quan điểm của họ.

## Diễn viên

### Vai chính
- Yum Jung-ah vai Han Seo-jin/Kwak Mi-hyang[12]
- Lee Tae-ran vai Lee Soo-im[12]
- Yoon Se-ah vai No Seung-hye[12]
- Oh Na-ra vai Jin Jin-hee[12]
- Kim Seo-hyung vai Kim Joo-young[13]

### Vai phụ

#### Nhà Kang
- Jung Joon-ho vai Kang Joon-sang[14]
- Kim Hye-yoon vai Kang Ye-seo
- Lee Ji-won vai Kang Ye-bin[15]
- Jung Ae-ri vai Madame Yoon

#### Nhà Hwang
- Choi Won-young vai Hwang Chi-young[14]
- Kang Chan-hee vai Hwang Woo-joo[14]

#### Nhà Cha
- Kim Byung-chul vai Cha Min-hyuk[14]
- Park Yoo-na vai Cha Se-ri[16]
- Kim Dong-hee vai Cha Seo-joon[17]
- Jo Byung-gyu vai Cha Ki-joon[18]
- Kim Joo-ryoung vai Noh Seon-hye

#### Nhà Woo
- Jo Jae-yoon vai Woo Yang-woo[14]
- Yoo Jin-woo vai Woo Soo-han

#### Mọi người xung quanh Joo-young
- Lee Hyun-jin vai Jo Tae-jun [19]
- Jo Mi-nyeo vai Kay/Katherine

#### Khác
- Kim Bo-ra vai Kim Hye-na[20][21]
- Woo Ji-hyun vai Jeon Jin-man
- Song Min-hyung vai Choi In-ho
- Lee Yeon-soo vai Kim Eun-hye[22]
- Yoo Yeon vai Laura Jung

#### Nhà Park
- Kim Jung-nan vai Lee Myung-joo
- Song Geon-hee vai Park Young-jae
- Yu Seong-ju vai Park Soo-chang
- Lee Yun-seol vai Lee Ga-eul[23]
- Kwon Hwa-woon vai Lee Choong-sun
- Shin Cheol-jin vai elder at Soo-chang's cabin.

#### Vai khách mời
- Kim Chan-mi (Tập 3, 4)

## Sản xuất
- Buổi đọc kịch bản đầu tiên của các diễn viên diễn ra vào tháng 8 năm 2018 tại Tòa nhà JTBC ở Sangam-dong, Seoul, Hàn Quốc.[5]
- Phần lớn cảnh quay diễn ra ở Yongin, tỉnh Gyeonggi.[24]
- Khi bộ phim vẫn đang trong quá trình phát triển tên ban đầu được đặt là Princess Maker (tiếng Hàn: 프린세스 메이커; Romaja: peulinseseu meikeo).[25]
- Kim Jung-eun đã được đề nghị một trong những vai chính nhưng cô ấy đã từ chối lời đề nghị.[26]
- Bộ phim đã được kéo dài từ 16 đến 20 tập.[27]
- Yum Jung-ah và Kim Bo-ra trước đây đã đóng chung trong Royal Family (2011).[cần dẫn nguồn]

## Âm nhạc
Phần 1
| Ra mắt vào 23 tháng 11 năm 2018 | Ra mắt vào 23 tháng 11 năm 2018   | Ra mắt vào 23 tháng 11 năm 2018 | Ra mắt vào 23 tháng 11 năm 2018 | Ra mắt vào 23 tháng 11 năm 2018 | Ra mắt vào 23 tháng 11 năm 2018 |
| STT                             | Nhan đề                           | Phổ lời                         | Phổ nhạc                        | Artist                          | Thời lượng                      |
| ------------------------------- | --------------------------------- | ------------------------------- | ------------------------------- | ------------------------------- | ------------------------------- |
| 1.                              | "Princess Maker" (프린세스메이커) | MaRiN, Kai                      | Bae Hyeong-ho, MaRiN            | Cheon Dan-bi                    | 3:31                            |
| 2.                              | "Princess Maker" (Inst.)          |                                 | Bae Hyeong-ho, MaRiN            |                                 | 3:31                            |
| Tổng thời lượng:                | Tổng thời lượng:                  | Tổng thời lượng:                | Tổng thời lượng:                | Tổng thời lượng:                | 7:02                            |

Phần 2
| Ra mắt vào 30 tháng 11 năm 2018 | Ra mắt vào 30 tháng 11 năm 2018                     | Ra mắt vào 30 tháng 11 năm 2018 | Ra mắt vào 30 tháng 11 năm 2018 | Ra mắt vào 30 tháng 11 năm 2018 | Ra mắt vào 30 tháng 11 năm 2018 |
| STT                             | Nhan đề                                             | Phổ lời                         | Phổ nhạc                        | Artist                          | Thời lượng                      |
| ------------------------------- | --------------------------------------------------- | ------------------------------- | ------------------------------- | ------------------------------- | ------------------------------- |
| 1.                              | "Time is Always On My Side" (시간은 언제나 나의 편) | GamDongis, Seo Jae-ha           | GamDongis, Seo Jae-ha           | Romantic Punch                  | 3:30                            |
| 2.                              | "Time is Always On My Side" (Inst.)                 |                                 | GamDongis, Seo Jae-ha           |                                 | 3:30                            |
| Tổng thời lượng:                | Tổng thời lượng:                                    | Tổng thời lượng:                | Tổng thời lượng:                | Tổng thời lượng:                | 7:00                            |

Phần 3
| Ra mắt vào 7 tháng 12 năm 2018 | Ra mắt vào 7 tháng 12 năm 2018   | Ra mắt vào 7 tháng 12 năm 2018 | Ra mắt vào 7 tháng 12 năm 2018 | Ra mắt vào 7 tháng 12 năm 2018 | Ra mắt vào 7 tháng 12 năm 2018 |
| STT                            | Nhan đề                          | Phổ lời                        | Phổ nhạc                       | Artist                         | Thời lượng                     |
| ------------------------------ | -------------------------------- | ------------------------------ | ------------------------------ | ------------------------------ | ------------------------------ |
| 1.                             | "It Has To Be You" (너여야만 해) | ABOUT                          | ABOUT, Pch 8um                 | ABOUT                          | 3:36                           |
| 2.                             | "It Has To Be You" (Inst.)       |                                | ABOUT, Pch 8um                 |                                | 3:36                           |
| Tổng thời lượng:               | Tổng thời lượng:                 | Tổng thời lượng:               | Tổng thời lượng:               | Tổng thời lượng:               | 7:12                           |

Phần 4
| Ra mắt vào 12 tháng 12 năm 2018 | Ra mắt vào 12 tháng 12 năm 2018 | Ra mắt vào 12 tháng 12 năm 2018 | Ra mắt vào 12 tháng 12 năm 2018 | Ra mắt vào 12 tháng 12 năm 2018 | Ra mắt vào 12 tháng 12 năm 2018 |
| STT                             | Nhan đề                         | Phổ lời                         | Phổ nhạc                        | Artist                          | Thời lượng                      |
| ------------------------------- | ------------------------------- | ------------------------------- | ------------------------------- | ------------------------------- | ------------------------------- |
| 1.                              | "We All Lie"                    | Choi Jeong-in                   | Choi Jeong-in                   | Ha Jin                          | 3:15                            |
| 2.                              | "We All Lie" (Inst.)            |                                 | Choi Jeong-in                   |                                 | 3:15                            |
| Tổng thời lượng:                | Tổng thời lượng:                | Tổng thời lượng:                | Tổng thời lượng:                | Tổng thời lượng:                | 6:30                            |

Phần 5
| Ra mắt vào 21 tháng 12 năm 2018 | Ra mắt vào 21 tháng 12 năm 2018 | Ra mắt vào 21 tháng 12 năm 2018       | Ra mắt vào 21 tháng 12 năm 2018       | Ra mắt vào 21 tháng 12 năm 2018 | Ra mắt vào 21 tháng 12 năm 2018 |
| STT                             | Nhan đề                         | Phổ lời                               | Phổ nhạc                              | Artist                          | Thời lượng                      |
| ------------------------------- | ------------------------------- | ------------------------------------- | ------------------------------------- | ------------------------------- | ------------------------------- |
| 1.                              | "Comma" (쉼표)                  | GamDongis, Seo Jae-ha, Kim Young-sung | GamDongis, Seo Jae-ha, Kim Young-sung | WAX                             | 4:21                            |
| 2.                              | "Comma" (Inst.)                 |                                       | GamDongis, Seo Jae-ha, Kim Young-sung |                                 | 4:21                            |
| Tổng thời lượng:                | Tổng thời lượng:                | Tổng thời lượng:                      | Tổng thời lượng:                      | Tổng thời lượng:                | 8:42                            |

Phần 6
| Ra mắt vào 28 tháng 12 năm 2018 | Ra mắt vào 28 tháng 12 năm 2018 | Ra mắt vào 28 tháng 12 năm 2018       | Ra mắt vào 28 tháng 12 năm 2018       | Ra mắt vào 28 tháng 12 năm 2018 | Ra mắt vào 28 tháng 12 năm 2018 |
| STT                             | Nhan đề                         | Phổ lời                               | Phổ nhạc                              | Artist                          | Thời lượng                      |
| ------------------------------- | ------------------------------- | ------------------------------------- | ------------------------------------- | ------------------------------- | ------------------------------- |
| 1.                              | "I Do"                          | GamDongis, Seo Jae-ha, Kim Young-sung | GamDongis, Seo Jae-ha, Kim Young-sung | MIII                            | 3:10                            |
| 2.                              | "I Do" (Inst.)                  |                                       | GamDongis, Seo Jae-ha, Kim Young-sung |                                 | 3:10                            |
| Tổng thời lượng:                | Tổng thời lượng:                | Tổng thời lượng:                      | Tổng thời lượng:                      | Tổng thời lượng:                | 6:20                            |

Phần 7
| Ra mắt vào 28 tháng 12 năm 2018 | Ra mắt vào 28 tháng 12 năm 2018                        | Ra mắt vào 28 tháng 12 năm 2018 | Ra mắt vào 28 tháng 12 năm 2018 | Ra mắt vào 28 tháng 12 năm 2018 | Ra mắt vào 28 tháng 12 năm 2018 |
| STT                             | Nhan đề                                                | Phổ lời                         | Phổ nhạc                        | Artist                          | Thời lượng                      |
| ------------------------------- | ------------------------------------------------------ | ------------------------------- | ------------------------------- | ------------------------------- | ------------------------------- |
| 1.                              | "It's Good As Long As Only I Live" (나만 잘 살면 되지) | Lee Seung-joon, Jo Won-il       | Lee Seung-joon, Jo Won-il       | Yook Joong-wan                  | 3:06                            |
| 2.                              | "It's Good As Long As Only I Live" (Inst.)             |                                 | Lee Seung-joon, Jo Won-il       |                                 | 3:06                            |
| Tổng thời lượng:                | Tổng thời lượng:                                       | Tổng thời lượng:                | Tổng thời lượng:                | Tổng thời lượng:                | 6:12                            |

| Đĩa 2 | Đĩa 2                          | Đĩa 2                      | Đĩa 2      |
| STT   | Nhan đề                        | Artist                     | Thời lượng |
| ----- | ------------------------------ | -------------------------- | ---------- |
| 1.    | "Agalmoery"                    | Kim Tae-sung, Choi Jung-in | 4:32       |
| 2.    | "Bolero"                       | Kim Tae-sung, Choi Jung-in | 1:58       |
| 3.    | "Butterfly"                    | Kim Tae-sung, Choi Jung-in | 1:59       |
| 4.    | "Endless Night"                | Kim Tae-sung, Choi Jung-in | 2:35       |
| 5.    | "Kim Jo-young"                 | Kim Tae-sung, Choi Jung-in | 4:27       |
| 6.    | "Tell You The Truth"           | Kim Tae-sung, Choi Jung-in | 4:43       |
| 7.    | "The Top Of One's Desire"      | Kim Tae-sung, Choi Jung-in | 4:28       |
| 8.    | "What I Want"                  | Kim Tae-sung, Choi Jung-in | 3:25       |
| 9.    | "We All Live (Orchestra ver.)" | Kim Tae-sung, Choi Jung-in | 4:04       |
| 10.   | "We All Live (slow ver.)"      | Ha Jin                     | 2:12       |
| 11.   | "Whisper Of Evil"              | Kim Tae-sung, Choi Jung-in | 3:30       |

## Đánh giá
Bộ phim truyền hình đã nhận được những đánh giá tích cực như một bộ phim hài đen tối làm sáng tỏ một số khía cạnh sâu sắc và gây tranh cãi của xã hội Hàn Quốc. Nó cũng đã kích thích phản ứng bùng nổ từ người xem do cốt truyện liên quan đến hệ thống giáo dục cạnh tranh của Hàn Quốc. Nhà phê bình văn hóa Jung Duk-hyun nói rằng bộ phim đã nhận được sự chú ý từ người xem bởi vì nó đã thành công trong việc nâng cao sự tò mò của người xem về cách mà các gia đình thượng lưu giàu có ám ảnh về giáo dục. Anh cũng nói: "Về mặt giáo dục, bộ phim thỏa mãn mong muốn của mọi người muốn khám phá những gì mà giới nhà giàu khép kín đó làm cho con cái của họ. Nhưng đồng thời, người xem cảm thấy bất an khi xem câu chuyện của họ. Hai cảm xúc trái ngược nhau đó: " muốn biết nhưng cảm thấy khó chịu tạo nên một số phản ứng hóa học thú vị trong tâm trí người hâm mộ phim truyền hình và đưa nó vào danh sách phim truyền hình phải xem." Bộ phim cũng trở nên nổi tiếng ở Trung Quốc, nơi tồn tại những vấn đề tương tự về hệ thống giáo dục siêu cạnh tranh và áp lực vào một trường đại học danh tiếng.

## Ratings
Sky Castle hiện là bộ phim truyền hình Hàn Quốc có tỷ suất người xem cao thứ hai trong lịch sử truyền hình cáp. Đây là một thành công bất ngờ về mặt thương mại, tăng từ 1% lên hai chữ số cũng như đứng đầu bảng xếp hạng Chỉ số sức mạnh nội dung (CPI) cũng như bảng xếp hạng mức độ phổ biến trên truyền hình ở Hàn Quốc. Bên cạnh sự nổi tiếng ở Hàn Quốc, bộ truyện còn được yêu thích rộng rãi ở Trung Quốc.

| Mùa | Mùa | Số tập | Số tập | Số tập | Số tập | Số tập | Số tập | Số tập | Số tập | Số tập | Số tập | Số tập | Số tập | Số tập | Số tập | Số tập | Số tập | Số tập | Số tập | Số tập | Số tập | Trung bình |
| Mùa | Mùa | 1      | 2      | 3      | 4      | 5      | 6      | 7      | 8      | 9      | 10     | 11     | 12     | 13     | 14     | 15     | 16     | 17     | 18     | 19     | 20     | Trung bình |
| --- | --- | ------ | ------ | ------ | ------ | ------ | ------ | ------ | ------ | ------ | ------ | ------ | ------ | ------ | ------ | ------ | ------ | ------ | ------ | ------ | ------ | ---------- |
|     | 1   | N/A    | 0.956  | 1.091  | 1.713  | 1.664  | 2.124  | 1.887  | 1.887  | 2.165  | 2.695  | 2.298  | 3.046  | 3.063  | 3.951  | 4.111  | 4.942  | 5.152  | 5.950  | 6.026  | 6.508  | N/A        |

| 1 | November 23, 2018 | 1.727% (NR)   | 2.900% (NR)   |
| 2 | November 24, 2018 | 4.373% (2nd)  | 4.584% (2nd)  |
| 3 | November 30, 2018 | 5.186% (1st)  | 6.035% (1st)  |
| 4 | December 1, 2018  | 7.496% (1st)  | 8.144% (1st)  |
| 5 | December 7, 2018  | 7.487% (1st)  | 8.623% (1st)  |
| 6 | December 8, 2018  | 8.934% (1st)  | 9.754% (1st)  |
| 7 | December 14, 2018 | 8.432% (1st)  | 9.667% (1st)  |
| 8 | December 15, 2018 | 9.539% (1st)  | 10.471% (1st) |
| 9 | December 21, 2018 | 9.714% (1st)  | 10.522% (1st) |
| 10 | December 22, 2018 | 11.298% (1st) | 13.312% (1st) |
| 11 | December 28, 2018 | 9.585% (1st)  | 10.296% (1st) |
| 12 | December 29, 2018 | 12.305% (1st) | 13.646% (1st) |
| 13 | January 4, 2019   | 13.279% (1st) | 14.389% (1st) |
| 14 | January 5, 2019   | 15.780% (1st) | 17.254% (1st) |
| 15 | January 11, 2019  | 16.397% (1st) | 18.443% (1st) |
| 16 | January 12, 2019  | 19.243% (1st) | 21.010% (1st) |
| 17 | January 18, 2019  | 19.923% (1st) | 21.927% (1st) |
| 18 | January 19, 2019  | 22.316% (1st) | 24.501% (1st) |
| 19 | January 26, 2019  | 23.216% (1st) | 24.622% (1st) |
| 20 | February 1, 2019  | 23.779% (1st) | 24.357% (1st) |
| Trung bình | Trung bình        | 12.500%       | 13.723%       |
| Đặc biệt | February 2, 2019  | 7.319%        | 7.327%        |
| - Số màu xanh thể hiện mức rating thấp nhất và số màu đỏ thể hiện mức rating cao nhất. - Bộ phim truyền hình này được phát sóng trên một kênh truyền hình cáp / truyền hình trả tiền thường có lượng khán giả tương đối nhỏ hơn so với các đài truyền hình công cộng / truyền hình miễn phí (KBS, SBS, MBC and EBS). - Không có tập nào được phát sóng vào ngày 25 tháng 1 do phát sóng trận đấu giữa Hàn Quốc và Qatar trong trận tứ kết của Cúp bóng đá châu Á 2019. |                   |               |               |

## Phổ biến
Từ SKY là từ viết tắt dùng để chỉ 3 trường đại học danh tiếng nhất Hàn Quốc: Đại học Quốc gia Seoul, Đại học Hàn Quốc và Đại học Yonsei. Thuật ngữ này được sử dụng rộng rãi ở Hàn Quốc cả trên các phương tiện truyền thông và các trường đại học.
Ở Hàn Quốc, việc nhập học vào một trong các trường đại học SKY được nhiều người coi là xác định nghề nghiệp và địa vị xã hội của một người. Nhiều chính trị gia, luật sư, bác sĩ, kỹ sư, nhà báo, giáo sư và quan chức có ảnh hưởng nhất của đất nước đã tốt nghiệp từ một trong những trường đại học SKY.

## Giải thưởng và đề cử
| Tên giải thưởng                                    | Hạng mục                                                 | Người nhận            | Kết quả   |
| -------------------------------------------------- | -------------------------------------------------------- | --------------------- | --------- |
| Baeksang Arts Awards lần thứ 55                    | Giải xuất sắc (Daesang)                                  | Sky Castle            | Đề cử     |
| Baeksang Arts Awards lần thứ 55                    | Giải xuất sắc (Daesang)                                  | Yum Jung-ah           | Đề cử     |
| Baeksang Arts Awards lần thứ 55                    | Phim truyền hình hay nhất                                | Sky Castle            | Đề cử     |
| Baeksang Arts Awards lần thứ 55                    | Đạo diễn xuất sắc nhất                                   | Jo Hyun-tak           | Đoạt giải |
| Baeksang Arts Awards lần thứ 55                    | Nữ diễn viên chính xuất sắc                              | Kim Seo-hyung         | Đề cử     |
| Baeksang Arts Awards lần thứ 55                    | Nữ diễn viên chính xuất sắc                              | Yum Jung-ah           | Đoạt giải |
| Baeksang Arts Awards lần thứ 55                    | Nam diễn viên phụ xuất sắc nhất                          | Kim Byung-chul        | Đoạt giải |
| Baeksang Arts Awards lần thứ 55                    | Nữ phụ xuất sắc nhất                                     | Yoon Se-ah            | Đề cử     |
| Baeksang Arts Awards lần thứ 55                    | Nữ diễn viên mới xuất sắc nhất                           | Kim Hye-yoon          | Đoạt giải |
| Baeksang Arts Awards lần thứ 55                    | Kịch bản hay nhất                                        | Yoo Hyun-mi           | Đề cử     |
| Baeksang Arts Awards lần thứ 55                    | Giải thưởng kỹ thuật (Filming)                           | Oh Jae-ho             | Đề cử     |
| Korea Drama Awards lần thứ 12                      | Giải xuất sắc (Daesang)                                  | Yum Jung-ah           | Đề cử     |
| Korea Drama Awards lần thứ 12                      | Phim chính kịch hay nhất                                 | Sky Castle            | Đoạt giải |
| Korea Drama Awards lần thứ 12                      | Kịch bản hay nhất                                        | Yoo Hyun-mi           | Đề cử     |
| Korea Drama Awards lần thứ 12                      | Nhạc phim gốc hay nhất                                   | "We All Lie" (Ha Jin) | Đoạt giải |
| Korea Drama Awards lần thứ 12                      | Giải thưởng Hot Star Trung Quốc                          | Kim Seo-hyung         | Đoạt giải |
| Korea Drama Awards lần thứ 12                      | Giải nhân vật nổi tiếng (Nữ)                             | Kim Bo-ra             | Đoạt giải |
| Melon Music Awards lần thứ 11                      | OST hay nhất                                             | "We All Lie" (Ha Jin) | Đề cử     |
| Mnet Asian Music Awards lần thứ 21                 | OST hay nhất                                             | "We All Lie" (Ha Jin) | Đề cử     |
| Korean Culture and Entertainment Awards lần thứ 27 | Giải xuất sắc, Nữ diễn viên chính trong phim truyền hình | Kim Hye-yoon          | Đoạt giải |
| Asian Television Awards lần thứ 24                 | Phim bộ hay nhất                                         | Sky Castle            | Đoạt giải |
| Asian Television Awards lần thứ 24                 | Nữ diễn viên chính xuất sắc nhất trong vai phụ           | Kim Seo-hyung         | Đề cử     |